# منتخب المغرب لكرة القدم للسيدات تحت 20 سنة
منتخب المغرب لكرة القدم للسيدات تحت 20 سنة هو فريق نسوي مغربي لكرة القدم تحت 20 سنة يمثل المغرب في منافسات كرة القدم النسائية الدولية للشباب، حقق الفريق الميدالية البرونزية في بطولة السيدات في دورة الألعاب الإفريقية 2019 التي أقيمت في الرباط بالمغرب.

## الإنجازات

### الألعاب الإفريقية
- البرونزية : 2019

### دورة اتحاد شمال إفريقيا
- البطولة : 2019، 2023

## السجل التنافسي
| كأس العالم للسيدات تحت 20 سنة | كأس العالم للسيدات تحت 20 سنة | كأس العالم للسيدات تحت 20 سنة | كأس العالم للسيدات تحت 20 سنة | كأس العالم للسيدات تحت 20 سنة | كأس العالم للسيدات تحت 20 سنة | كأس العالم للسيدات تحت 20 سنة | كأس العالم للسيدات تحت 20 سنة | كأس العالم للسيدات تحت 20 سنة |
| السنة                         | نتيجة                         | المركز                        | لعب                           | ف                             | ت                             | خ                             | له                            | عليه                          |
| ----------------------------- | ----------------------------- | ----------------------------- | ----------------------------- | ----------------------------- | ----------------------------- | ----------------------------- | ----------------------------- | ----------------------------- |
| 2002                          | لم يتأهل                      | لم يتأهل                      | لم يتأهل                      | لم يتأهل                      | لم يتأهل                      | لم يتأهل                      | لم يتأهل                      | لم يتأهل                      |
| 2004                          | لم يتأهل                      | لم يتأهل                      | لم يتأهل                      | لم يتأهل                      | لم يتأهل                      | لم يتأهل                      | لم يتأهل                      | لم يتأهل                      |
| 2006                          | لم يتأهل                      | لم يتأهل                      | لم يتأهل                      | لم يتأهل                      | لم يتأهل                      | لم يتأهل                      | لم يتأهل                      | لم يتأهل                      |
| 2008                          | لم يتأهل                      | لم يتأهل                      | لم يتأهل                      | لم يتأهل                      | لم يتأهل                      | لم يتأهل                      | لم يتأهل                      | لم يتأهل                      |
| 2010                          | لم يتأهل                      | لم يتأهل                      | لم يتأهل                      | لم يتأهل                      | لم يتأهل                      | لم يتأهل                      | لم يتأهل                      | لم يتأهل                      |
| 2012                          | لم يتأهل                      | لم يتأهل                      | لم يتأهل                      | لم يتأهل                      | لم يتأهل                      | لم يتأهل                      | لم يتأهل                      | لم يتأهل                      |
| 2014                          | لم يتأهل                      | لم يتأهل                      | لم يتأهل                      | لم يتأهل                      | لم يتأهل                      | لم يتأهل                      | لم يتأهل                      | لم يتأهل                      |
| 2016                          | لم يتأهل                      | لم يتأهل                      | لم يتأهل                      | لم يتأهل                      | لم يتأهل                      | لم يتأهل                      | لم يتأهل                      | لم يتأهل                      |
| 2018                          | لم يتأهل                      | لم يتأهل                      | لم يتأهل                      | لم يتأهل                      | لم يتأهل                      | لم يتأهل                      | لم يتأهل                      | لم يتأهل                      |
| 2020                          | تم إلغاؤها                    | تم إلغاؤها                    | تم إلغاؤها                    | تم إلغاؤها                    | تم إلغاؤها                    | تم إلغاؤها                    | تم إلغاؤها                    | تم إلغاؤها                    |
| 2022                          | لم يتأهل                      | لم يتأهل                      | لم يتأهل                      | لم يتأهل                      | لم يتأهل                      | لم يتأهل                      | لم يتأهل                      | لم يتأهل                      |
| المجموع                       |                               | 0/9                           |                               |                               |                               |                               |                               |                               |

| تصفيات إفريقيا لكأس العالم للسيدات تحت 20 سنة | تصفيات إفريقيا لكأس العالم للسيدات تحت 20 سنة | تصفيات إفريقيا لكأس العالم للسيدات تحت 20 سنة | تصفيات إفريقيا لكأس العالم للسيدات تحت 20 سنة | تصفيات إفريقيا لكأس العالم للسيدات تحت 20 سنة | تصفيات إفريقيا لكأس العالم للسيدات تحت 20 سنة | تصفيات إفريقيا لكأس العالم للسيدات تحت 20 سنة | تصفيات إفريقيا لكأس العالم للسيدات تحت 20 سنة |          |
| الظهور: 2                                     | الظهور: 2                                     | الظهور: 2                                     | الظهور: 2                                     | الظهور: 2                                     | الظهور: 2                                     | الظهور: 2                                     | الظهور: 2                                     |          |
| السنة                                         | الجولة                                        | لعب                                           | ف                                             | ت                                             | خ                                             | له                                            | عليه                                          |          |
| --------------------------------------------- | --------------------------------------------- | --------------------------------------------- | --------------------------------------------- | --------------------------------------------- | --------------------------------------------- | --------------------------------------------- | --------------------------------------------- | -------- |
| 2002                                          | نصف النهائي                                   | 3                                             | 2                                             | 0                                             | 1                                             | -                                             | -                                             |          |
| 2004                                          | الجولة 1                                      | 2                                             | 0                                             | 1                                             | 1                                             | 1                                             | 2                                             |          |
| 2006                                          | الجولة 2                                      | 2                                             | 0                                             | 0                                             | 2                                             | -                                             | -                                             |          |
| 2008                                          | لم يتأهل                                      | لم يتأهل                                      | لم يتأهل                                      | لم يتأهل                                      | لم يتأهل                                      | لم يتأهل                                      | لم يتأهل                                      | لم يتأهل |
| 2010                                          | لم يتأهل                                      | لم يتأهل                                      | لم يتأهل                                      | لم يتأهل                                      | لم يتأهل                                      | لم يتأهل                                      | لم يتأهل                                      | لم يتأهل |
| 2012                                          | الجولة 1                                      | 2                                             | 0                                             | 0                                             | 2                                             | 0                                             | 6                                             |          |
| 2014                                          | الجولة 1                                      | 2                                             | 0                                             | 0                                             | 2                                             | 1                                             | 8                                             |          |
| 2015                                          | لم يتأهل                                      | لم يتأهل                                      | لم يتأهل                                      | لم يتأهل                                      | لم يتأهل                                      | لم يتأهل                                      | لم يتأهل                                      |          |
| 2018                                          | الجولة 2                                      | 4                                             | 1                                             | 1                                             | 2                                             | 5                                             | 8                                             |          |
| 2020                                          | ألغيت                                         | ألغيت                                         | ألغيت                                         | ألغيت                                         | ألغيت                                         | ألغيت                                         | ألغيت                                         |          |
| 2022                                          | الجولة 4                                      | 6                                             | 3                                             | 3                                             | 0                                             | 15                                            | 6                                             |          |
| المجموع                                       | 7/11                                          | 21                                            | 6                                             | 5                                             | 10                                            | 22                                            | 30                                            |          |

| دورة اتحاد شمال إفريقيا للسيدات تحت 20 سنة | دورة اتحاد شمال إفريقيا للسيدات تحت 20 سنة | دورة اتحاد شمال إفريقيا للسيدات تحت 20 سنة | دورة اتحاد شمال إفريقيا للسيدات تحت 20 سنة | دورة اتحاد شمال إفريقيا للسيدات تحت 20 سنة | دورة اتحاد شمال إفريقيا للسيدات تحت 20 سنة | دورة اتحاد شمال إفريقيا للسيدات تحت 20 سنة | دورة اتحاد شمال إفريقيا للسيدات تحت 20 سنة | دورة اتحاد شمال إفريقيا للسيدات تحت 20 سنة |
| الظهور: 1                                  | الظهور: 1                                  | الظهور: 1                                  | الظهور: 1                                  | الظهور: 1                                  | الظهور: 1                                  | الظهور: 1                                  | الظهور: 1                                  | الظهور: 1                                  |
| سنة                                        | جولة                                       | المركز                                     | لعب                                        | ف                                          | ت                                          | خ                                          | له                                         | عليه                                       |
| ------------------------------------------ | ------------------------------------------ | ------------------------------------------ | ------------------------------------------ | ------------------------------------------ | ------------------------------------------ | ------------------------------------------ | ------------------------------------------ | ------------------------------------------ |
| 2019                                       | البطل                                      | 1st                                        | 3                                          | 3                                          | 0                                          | 0                                          | 7                                          | 4                                          |
| 2023                                       | البطل                                      | 1st                                        | 3                                          | 2                                          | 1                                          | 0                                          | 5                                          | 1                                          |
| المجموع                                    |                                            |                                            | 6                                          | 5                                          | 1                                          | 0                                          | 12                                         | 5                                          |